# 准噶尔阿魏
准噶尔阿魏（学名：Ferula songorica）为伞形科阿魏属的植物。其种加词“songorica”意为“准噶尔的”。分布于俄罗斯以及中国大陆的新疆等地，多生于山地草坡和灌丛中，目前尚未由人工引种栽培。